# Sais (Tarn)
Sais (en francès Saïx) és un municipi francès, de la regió d'Occitània i del departament del Tarn.

## Demografia
| 1962                                       | 1968  | 1975  | 1982  | 1990  | 1999  | 2006  |
| ------------------------------------------ | ----- | ----- | ----- | ----- | ----- | ----- |
| 1.271                                      | 1.361 | 1.646 | 2.252 | 2.900 | 3.277 | 3.326 |
| Des de 1962: població sense dobles comptes |       |       |       |       |       |       |

## Administració
| Període   | Identitat   | Partit        |
| --------- | ----------- | ------------- |
| 1995-2001 | Yves Peres  | Divers droite |
| 2001-     | Henri Blanc | Divers gauche |